# Paratrachelophorus fulvus
Paratrachelophorus fulvus es una especie de coleóptero de la familia Attelabidae.

## Distribución geográfica
Habita en Japón.